# Heliga familjen
För andra betydelser, se Heliga familjen (olika betydelser).

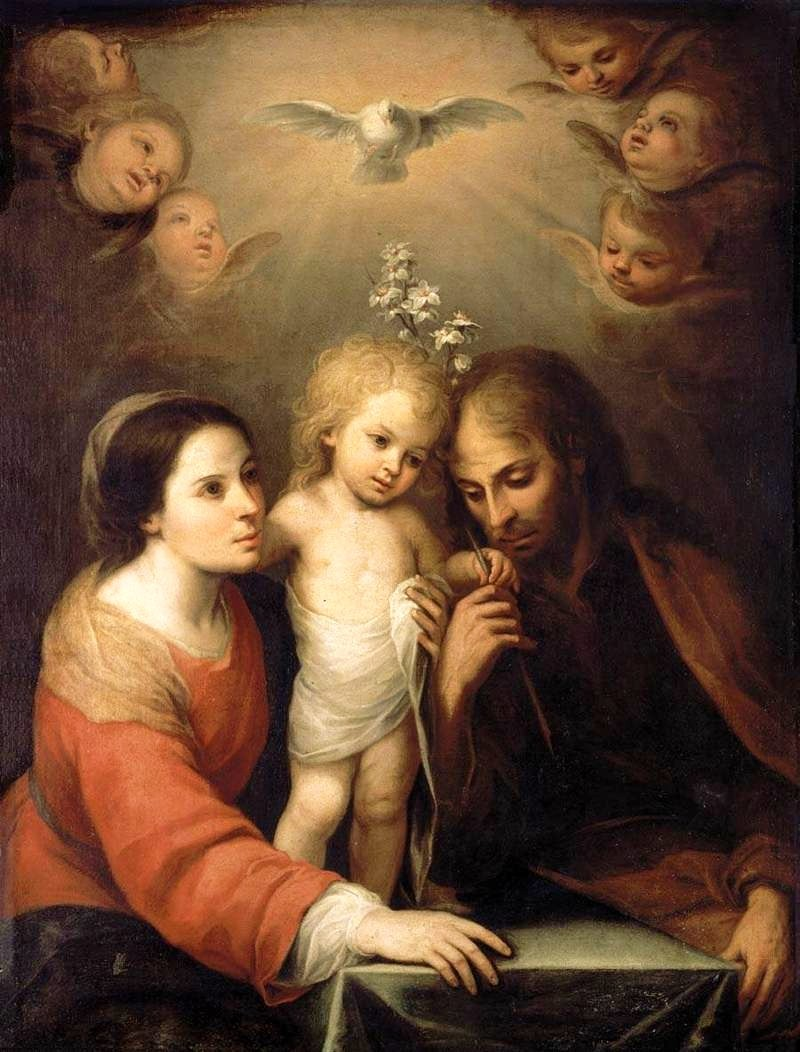
Heliga familjen, av Juan Simon Gutierrez.

Heliga familjen åsyftar Jesus, Jungfru Maria och Josef från Nasaret, vilken allt sedan François de Laval instiftade denna på 1600-talet firas med en särskild högtid i Katolska kyrkan. Heliga familjens högtid firas den första söndagen efter juldagen.
Som liturgisk högtid instiftades den 1893 av påve Leo XIII. Med Mysterii Paschalis från 1969 av Paulus VI flyttades högtiden till första söndagen efter juldagen i december, om inte både juldagen och Maria, Guds moders högtid är söndagar, då högtiden förläggs till den 30 december.
Heliga familjen är ett vanligt motiv i den kristna konsten. Ett antal kyrkor och kristna institutioner har fått namn efter eller tillägnats Heliga familjen, inklusive Barcelonas Sagrada Família.